# پرکلرات روبیدیم
پرکلرات روبیدیم (به انگلیسی: Rubidium perchlorate) با فرمول شیمیایی RbClO۴ یک ترکیب شیمیایی با شناسه پاب‌کم ۱۶۶۸۳۴ است. که جرم مولی آن 184.918 g/mol می‌باشد. شکل ظاهری این ترکیب، بلورهای بی‌رنگ است.